# بيير براين
بيير إ. إ. براين (26 أكتوبر 1900 – 6 نوفمبر 1951) لاعب كرة قدم بلجيكي راحل كان يجيد اللعب في خط الوسط مع نادي بيرتشوت من 1919 إلى 1933 . كما مثل منتخب بلجيكا في دورة الألعاب الأولمبية 1928 وبطولة كأس العالم 1930 .
أخ بيير وهو رايموند لاعب بلجيكي دولي .

## مسيرته الكروية
لعب بيير براين خلال مسيرته الاحترافية مع نادِ واحدٍ في أربعة عشر موسمًا وسجل خلالها 54 هدفًا ضمن 293 مباراة. ولم يفز بأي موسم بالكأس وفاز في خمسة مواسم بالدوري.
خاض بيير براين مسيرته مع نادي بيرتشوت في موسم 1919–20 ليلعب معه أربعة عشر موسمًا، مشاركًا في 293 مباراة سجل خلالها 54 هدفًا.

## روابط خارجية
- بيير براين على موقع الاتحاد الدولي (مؤرشف)  (الإنجليزية)
- بيير براين على موقع الاتحاد البلجيكي (الإنجليزية)
- بيير براين على موقع قاعدة بيانات كرة القدم.إي يو (الإنجليزية)
- بيير براين على موقع ناشيونال فوتبول تيمز (الإنجليزية)
- بيير براين على موقع Soccerway.com (الإنجليزية)
- بيير براين على موقع أوليمبيديا (الإنجليزية)